# یواس‌اس دراکو (۱۸۶۱)
یواس‌اس دراگون (۱۸۶۱) (به انگلیسی: USS Dragon (1861)) یک کشتی بود که طول آن ۱۷ فوت (۵٫۲ متر) بود.